# Eilema nivea
Eilema nivea är en fjärilsart som beskrevs av Moore 1878. Eilema nivea ingår i släktet Eilema och familjen björnspinnare. Inga underarter finns listade i Catalogue of Life.